# Onthophagus lakyim
Onthophagus lakyim är en skalbaggsart som beskrevs av Masumoto 1990. Onthophagus lakyim ingår i släktet Onthophagus och familjen bladhorningar. Inga underarter finns listade i Catalogue of Life.